# Walden (film, 2020)
Pour les articles homonymes, voir Walden.
Pour plus de détails, voir Fiche technique et Distribution.
Walden est un film dramatique franco-lituanien réalisé par Bojena Horackova, sorti en 2020.

## Fiche technique
- Titre original : Walden
- Réalisation : Bojena Horackova
- Scénario : Bojena Horackova, Bertrand Schefer, Marc Cholodenko, François Prodromidès et Julien Théves
- Musique : Benjamin Esdraffo
- Décors :
- Costumes :
- Photographie : Eitvydas Doskus
- Montage : François Quiqueré et Anne Benhaïem
- Production : Cécile Vacheret
- Sociétés de production : Sedna Films, Tremora, Le Fresnoy - Studio national des arts contemporains et Studija Kinema
- Société de distribution : La Traverse
- Pays de production :  France et  Lituanie
- Langue originale : lituanien
- Format : couleur — 2,35:1
- Genre : Drame
- Durée : 85 minutes
- Dates de sortie :
  - Suisse : 7 août 2020 (Locarno)
  - France : 7 septembre 2022
  - Belgique : 15 octobre 2020 (Gand)

## Distribution
- Ina Marija Bartaité : Jana lycéenne
- Laurynas Jurgelis : Paulius
- Fabienne Babe : Jana adulte
- Andrzej Chyra : Jakub
- Mantas Janciauskas : Lukas
- Nelė Savičenko : la mère de Paulius
- Povilas Budrys : le père de Jana
- Eleonora Korisnaite : une amie à Vilnius
- Šarūnas Bartas : un ami à Vilnius